# 水晶城站 (華盛頓地鐵)
水晶城站（英語：Crystal City station）是一個位於美国维珍尼亚州阿灵顿县水晶城，屬於华盛顿地铁的侧式月台車站，在1977年7月1日啟用，由华盛顿都会区交通局營運。此站有蓝线和黄线停靠，位於南18街，介乎里士满公路及南貝爾街。此站同時可以途經水晶城以外的地下購物中心和餐廳進入。
此站也是藍線與黃線南行方向最後的一個室內轉乘站。在極端天氣下，乘客寧可在水晶城站轉乘而非戶外的國王街-舊城站。
此站亦有Metroway巴士快速交通系統停靠。部份Metroway巴士以此站為總站，而不是五角城站。

## 歷史
車站在1977年7月1日啟用。
1992年夏天起，維珍尼亞鐵路特快在水晶城設立同名车站。
2014年8月24日，Metroway巴士快速交通系統啟用，開始服務水晶城。
配合亚马逊HQ2在“国家登陆”（由水晶城，五角城和波托马克场组成）的建设，水晶城站第二个入口正在设计。新入口将位于水晶大道和南18街，位于车站的东端，将更靠近地铁站台。

## 車站結構
| G        | 街道層             | 出入口、巴士及Metroway連接                                                             |
| M        | 夾層               | 單向閘機、售票機、車站詢問處                                                           |
| P 月台層 | 側式月台，右側開門 | 側式月台，右側開門                                                                     |
| P 月台層 | 南行               | 往法蘭克尼亞-春田（羅納德·里根華盛頓國家機場） · 往亨廷頓（羅納德·里根華盛頓國家機場） |
| P 月台層 | 北行               | 往拉戈鎮中心（五角城） · 往維農山莊廣場或托騰堡（五角城）                              |
| P 月台層 | 側式月台，右側開門 |                                                                                        |

## 外部連結

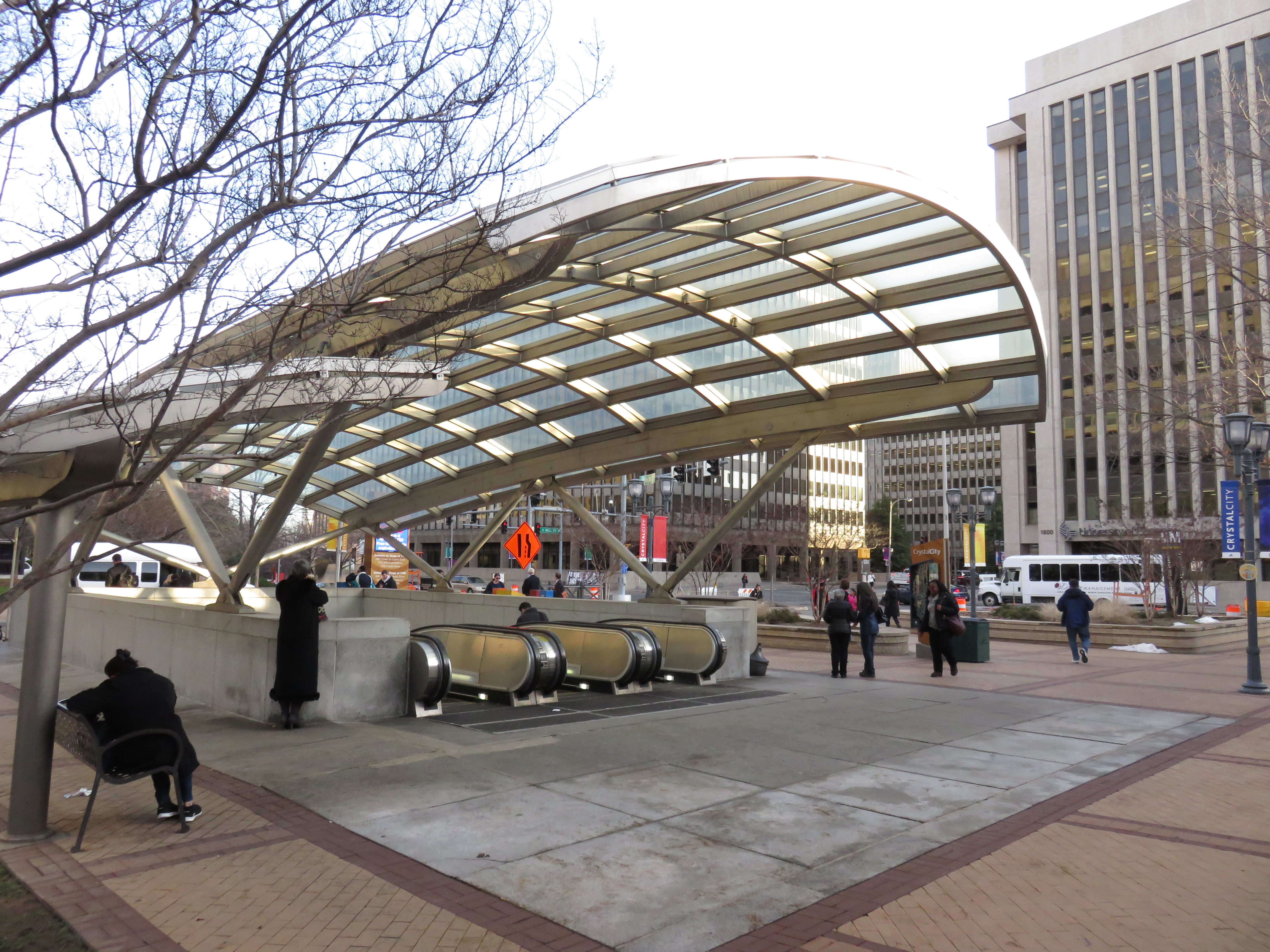
水晶城地鐵站

维基共享资源上的相關多媒體資源：水晶城站
- WMATA: Crystal City Station
- StationMasters Online: Crystal City Station
- 18th Street entrance from Google Maps Street View